# Pete Postlethwaite
Peter William „Pete“ Postlethwaite, OBE (7. února 1946 – 2. leden 2011) byl britský divadelní, filmový a televizní herec. Ve filmech se objevoval od roku 1975, známý však začal být až koncem 80. let. Hrál například ve filmech Obvyklý podezřelý, Dračí srdce, Amistad, Ztracený svět: Jurský park nebo v nové verzi filmu Souboj Titánů. Zemřel na rakovinu ve věku 64 let.